# Bacúch
Bacúch (in tedesco Botzenach o Watzenach; in ungherese Vacok) è un comune della Slovacchia facente parte del distretto di Brezno, nella regione di Banská Bystrica.

## Storia
Il villaggio è menzionato per la prima volta nel 1563 come possedimento del distretto minerario di Brezno. Successivamente appartenne alle famiglie Schaffer e Gaismair di Banská Bystrica.